# Ignacy Rzecki

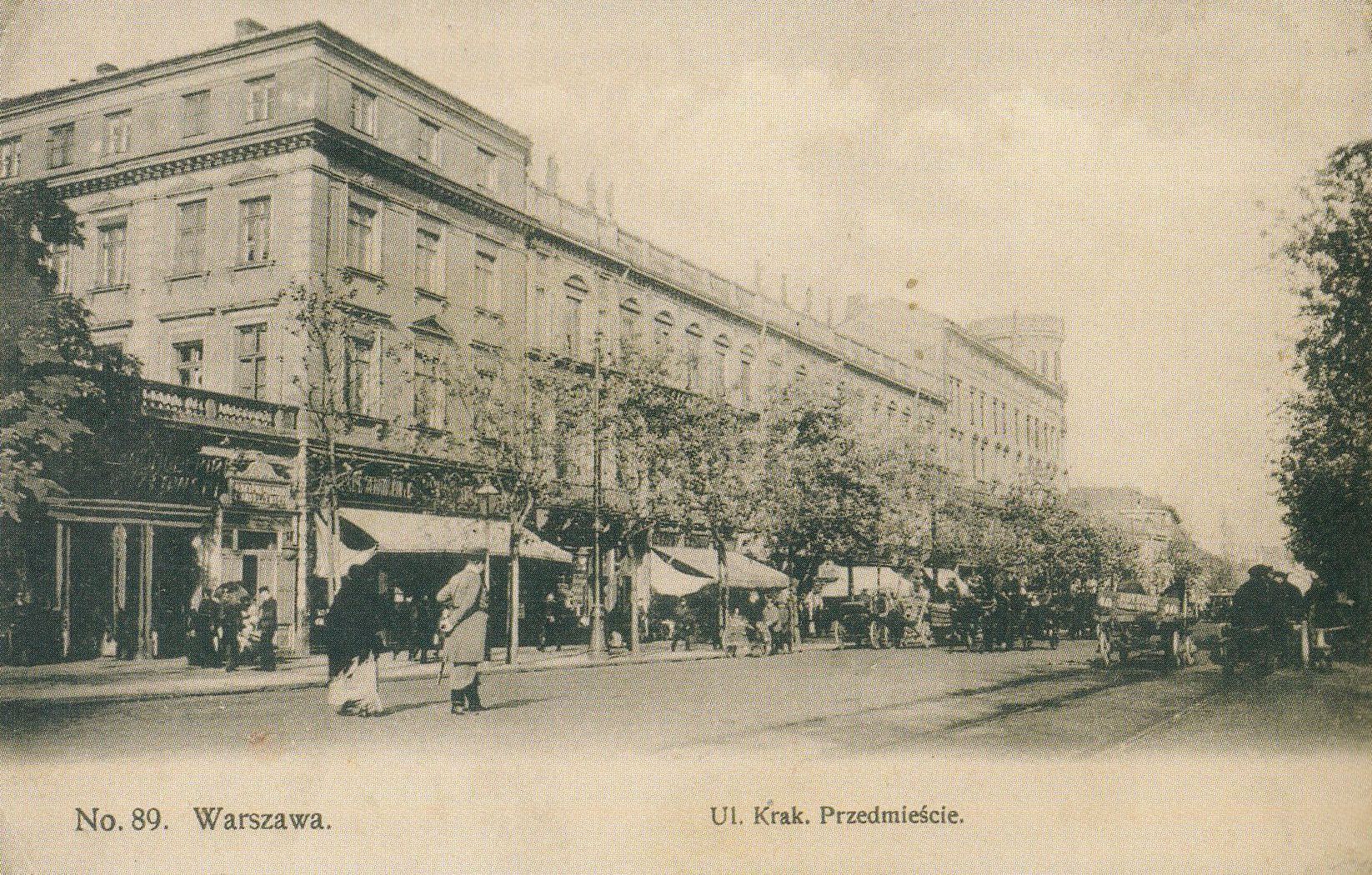
Kamienica Józefa Grodzickiego przy Krakowskim Przedmieściu 7, gdzie miał mieszkać Ignacy Rzecki

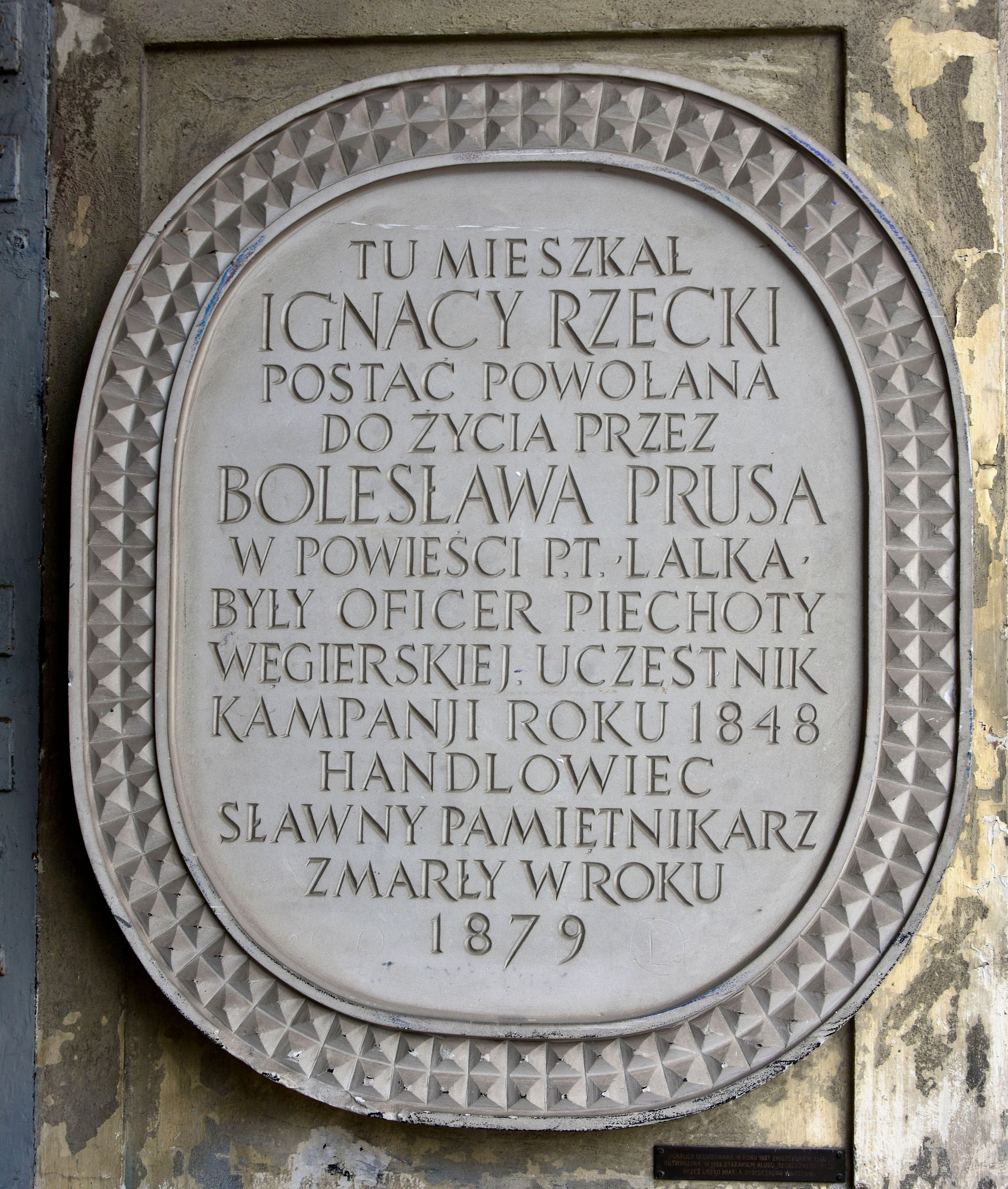
Tablica pamiątkowa w bramie kamienicy Józefa Grodzickiego przy ul. Krakowskie Przedmieście 7

Ignacy Rzecki – postać fikcyjna, bohater powieści Lalka Bolesława Prusa. Przez zamieszczenie w powieści Pamiętnika starego subiekta staje się drugim pierwszoplanowym narratorem utworu.

## Życiorys
Jego ojciec w młodości był żołnierzem, a w latach starszych woźnym w Komisji Spraw Wewnętrznych. Rzecki wywodził się z mieszczaństwa. W dzieciństwie mieszkał z ciotką Zuzanną i ojcem na czwartym piętrze kamienicy na Starym Mieście. W młodości w wolne dni jego zajęciem było puszczanie latawców, w czasie niepogody zaś robił bańki mydlane. Wychowany został w duchu patriotycznym. Ojciec nauczył go czytać, pisać, kleić koperty, ale przede wszystkim nauczył musztry, której nauka odbywała się również nocą. Ojciec Ignacego zmarł w roku 1840. Wówczas Ignacy przysposobiony został przez siostrę ojca – Zuzannę i Raczka, z którym wzięła ślub, po czym poszedł pracować w sklepie kolonialno-galanteryjno-mydlarskim do Mincla. W roku 1846 objął stanowisko subiekta. Pracował tam jeszcze dwa lata, po czym wyjechał uczestniczyć w powstaniu węgierskim w 1848 roku walcząc "o wolność waszą i naszą".
Bracia: starszy Franc i młodszy Jan Minclowie (będący bratankami starego Jana Mincla) przez kilka lat prowadzili razem sklep, po czym podzielili go w roku 1850. Franc został na miejscu z towarami kolonialnymi, a Jan z galanterią i mydłem przeniósł się na Krakowskie Przedmieście. Również Ignacy po powrocie w roku 1853 dołączył do Jana. Jan ożenił się z Małgorzatą Pfeifer, ta zaś, gdy została wdową wyszła za Stanisława Wokulskiego. Małgorzata zmarła po czterech latach, a właścicielem sklepu został Wokulski.
Jest człowiekiem starej daty: gorącym bonapartystą i zapatrzonym w przeszłość romantykiem. Jego kalkulacje polityczne są dość naiwne, wierzy w rychłą wojnę, która przyniesie Polsce niepodległość, nadal po 1871 roku jest zapatrzony we Francję.
W czasie trwania akcji utworu, od 25 lat mieszka w pokoiku przy sklepie, w którym pracuje jako subiekt najpierw u Mincla, a potem u Wokulskiego. Przyjaźni się bardzo z przełożonymi. Pracuje z wielkim uczuciem, przy tym jest niezwykle skromny i oddany swojemu zajęciu, jednak zupełnie nie umie poradzić sobie w życiu.
Prowadzi regularne, proste życie. Codziennie wstaje o szóstej, myje się i wyciera ręcznikami. Wypuszcza psa na dwór, myli się przy zapinaniu mankietów, idzie na dwór zobaczyć pogodę, parzy herbatę, czesze się i o wpół do siódmej jest gotów do pracy. Po tym otwiera tylne drzwi do zakładu, zapala światło i sprawdza listę zajęć na dany dzień. Później robi przegląd towaru na półkach i gablotach. Codziennie około trzynastej idzie do swojego pokoju na obiad, z którego wraca godzinę później. O ósmej zamyka sklep, robi dzienny rachunek, sprawdza kasę i robi listę zadań na kolejny dzień. Jeśli miewa udany dzień czyta wieczorami prasę lub gazety. Zdarza się czasem, że grywa na gitarze.
Czasami mówił na głos zdania w rodzaju: - Głupstwo handel... głupstwo polityka... głupstwo podróż do Turcji... głupstwo całe życie, którego początku nie pamiętamy, a końca nie znamy... Gdzież prawda?.... Z tego powodu uważano go czasem za bzika. Pisał też pamiętnik.
Rzadko wychodzi na dwór, a jego spacery dotyczą jedynie najbliższych uliczek. Mimo to, wie wiele o swoich pracownikach - gdzie przebywają, z kim i o której.
Jego towarzyszem był jednooki pudel Ir. Po sprzedaży sklepu jest spychany na drugi plan i nieustannie kontrolowany. Nie umie dojść do wniosku, że jego życiowe ideały legły w gruzach. Ostatecznie umiera w wielce symbolicznej scenie w swoim miejscu pracy, które tak ukochał. Był starym idealistą, który okazał się nie przystawać do czasów, w których żył.

## Odniesienia w kulturze
Postać Ignacego Rzeckiego pojawia się w produkcji kinowej pod tym samym tytułem, w której w rolę bohatera wcielił się Tadeusz Fijewski, a także w serialu telewizyjnym (Bronisław Pawlik).

## Upamiętnienie
- Z inicjatywy poety Stefana Godlewskiego na początku 1937 w bramie kamienicy Józefa Grodzickiego przy ul. Krakowskie Przedmieście 7 odsłonięto tablica upamiętniająca Ignacego Rzeckiego (tam miał mieszkać stary subiekt)[4][5]. Tablica została zniszczona w 1944 i odtworzona w 1988[6].